# 弗拉基米尔·维索茨基
弗拉基米尔·谢苗诺维奇·维索茨基（俄语：Владимир Семёнович Высоцкий，羅馬化：Vladimir Semyonovich Vysotsky，1938年1月25日—1980年7月25日），俄罗斯莫斯科人，苏联创作歌手、演员与诗人，对苏联文化产生了持久的影响.。早年因饰演哈姆雷特而获得巨大成功。后其表演曾获得国际电影节大奖，1987年追授苏联国家奖。同时，维索茨基还是行吟诗歌（“诗人歌曲”）的主要代表之一。

## 纪念建筑
莫斯科市建有维索茨基国家文化博物馆，建成于1989年。

## 评价

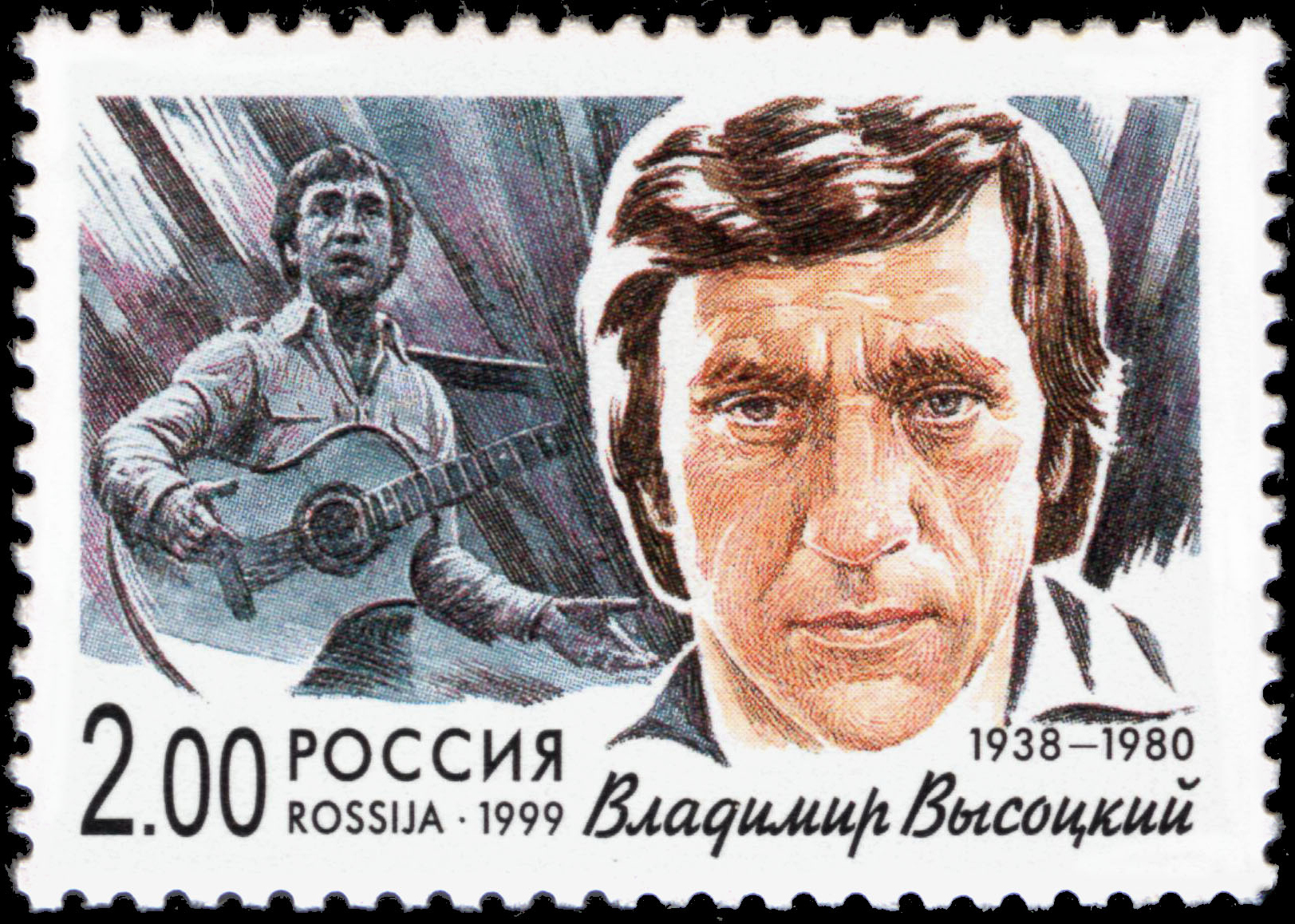
一張紀念弗拉基米爾·維索茨基的俄羅斯的郵票

全俄社会舆论研究中心调查20世纪俄罗斯人心中最受欢迎的偶像，维索茨基总排名第二，仅次于航天英雄加加林。诗人叶夫图申科称他是“我们时代的歌唱的神经”，“他是最高层次的民族文化现象”。